# Lover (песня Тейлор Свифт)
«Lover» (с англ. — «Возлюбленный») — песня американской певицы Тейлор Свифт, вышедшая 16 августа 2019 года на лейбле Republic Records в качестве третьего сингла с седьмого студийного альбома певицы Lover. Стремясь создать вечную песню о любви, Свифт написала трек об интимных и преданных отношениях. То, как молодожены настраивают свои брачные клятвы, вдохновило ее на бридж, в котором использована свадебная рифма «Something old». Спродюсированная совместно с Джеком Антоноффом, песня сочетает в себе кантри и инди-фолк в темпе вальса. Это баллада с акустической гитарой и ретро-влиянием, состоящая из ударных, фортепиано, струнных пиццикато и вокала, насыщенного реверберацией.
Republic Records выпустила «Lover» для цифрового скачивания и потокового вещания 16 августа 2019 года; в следующем месяце песня стала третьим радиосинглом альбома. Свифт и Дрю Кирш сняли клип, который вышел 22 августа и рассказывает о паре, живущей в кукольном домике в снежном шаре. Были выпущены три альтернативные версии песни «Lover»: дуэтный ремикс с участием канадского певца Шона Мендеса, оркестровый ремикс на основе выступления Свифт на церемонии вручения премии American Music Awards в 2019 году под названием «First Dance Remix» и живая версия, записанная на концерте Свифт «City of Lover» в Париже в 2019 году.
Музыкальные критики высоко оценили песню «Lover» за эмоционально насыщенный текст и романтическую постановку; многие отметили, что постановка напоминает ранние альбомы Свифт. Такие издания, как Billboard, Complex и Pitchfork, включили песню в списки лучших песен 2019 года. Это был первый написанный сольно трек Свифт, номинированный на премию Грэмми за лучшую песню в 2020 году, а клип на него получил две номинации на премию MTV Video Music Awards. Сингл вошел в топ-10 в Австралии, Канаде, США, Ирландии, Ливане, Новой Зеландии и Сингапуре и получил мультиплатиновую сертификацию в первых трех странах.

## История
Описывая свой предстоящий седьмой студийный альбом Lover как «любовное письмо любимому», Тейлор Свифт попыталась передать эмоциональный спектр, глядя на чувства, такие как грусть и одиночество, «через романтический взгляд». Процесс записи альбома занял менее трех месяцев и завершился в феврале 2019 года.
Продюсировал трек Джэк Антонофф, который был основным продюсером всего альбома. Ранее он работал вместе со Свифт над «Sweeter than Fiction» (2013), 1989 (2014), «I Don't Wanna Live Forever» (2016) и Reputation (2017). Он спродюсировал девять из восемнадцати треков нового альбома и был соавтором восьми.
«Lover» вышла 16 августа 2019 года в качестве третьего сингла с седьмого альбома.
«Lover» длится три минуты и сорок одну секунду и написана в тональности соль мажор и идёт в общем темпе 74 удара в минуту, а вокал Свифт колеблется от E3 (Ми малой октавы) до D5 (Ре второй октавы).
Алиса Винсент из газеты The Daily Telegraph и Луиза Брутон из The Irish Times охарактеризовали «Lover» как песню в стиле кантри, в то время как Джейсон Липшутц из журнала Billboard не согласился с этой оценкой, заявив, что «„Lover“ — это не кантри-песня, но она, безусловно обнажает ранние мотивы, которое ознаменовали многие песни из ранней карьеры Свифт».
В журнале Rolling Stone описали песню как «нежную лирику о преданности музыкальному мотиву в стиле ретро». Журнал Billboard описал её как «балладу старой музыкальной школы с атмосферой 60-х годов». ́s Карен Гви из журнала NME посчитала «гитарно-ориентированную» песню возвратом к «кантри-дням» Свифт. Эбби Агирре из Vogue описала её как «романтический, преследующий, вальсирующий, самородок от певицы и автора песен». Hindustan Times писал, что песня «довольно медленная и скорее романтическая мелодия», добавляя, что слова «создают впечатление, что песня это ода кому-то».

## Отзывы
Композиция, в целом, была одобрительно встречена музыкальными экспертами и обозревателями. Джейсон Липшутц (Billboard) назвал её «песней, под которую вы должны медленно танцевать с партнёром в эти выходные», и далее заявил, что она «эффективно передаёт свои романтические сигналы (а Свифт определённо мастерский сочинитель песен)».
Луиза Брутон из газеты The Irish Times высказала мнение, что песня "является грандиозным жестом, доказывающим, что все страдания, о которых она спела в прошлом, стоили того, и что «над ней витают осенние мотивы». Констанс Грэди из сетевого издания Vox назвала песню «долгожданным напоминанием о том, что сделало Свифт такой непреодолимой силой, когда она впервые появилась на музыкальной сцене» и даже назвала статью «(этой песней) Тейлор Свифт показывает, что она всё ещё может написать идеальную песню о любви». Элли Бейт из издания BuzzFeed News написала, что эта песня — «любовное послание человеку, с которым ты хочешь быть навсегда», описывая мост как «свадебные клятвы».
Крейг Дженкинс из Vulture высказал мнение, что новый трек напоминает такие песни, как «Fade into You» (1993, Mazzy Star) и «Sweet Jane» (1988 кавер-версия Cowboy Junkies).
Хью Макинтайр из журнала Forbes написал, что песня имеет «прекрасное ностальгическое качество» и «несомненно, очень сладкий и справедливый финал, чтобы увлечь людей для выбора нового альбома», но добавил, что трудно представить, что это станет «настоящим хитом» или «долгоиграющим хитом». Мэри Элизабет Андриотис из журнала Teen Vogue написала, что песня «настолько же романтична, насколько многие и ожидали», и, скорее всего, «свадебная песня для Swifties (фанатов Свифт) повсюду». Алисса Бэйли из журнала Elle интерпретировала её как одну из «самых личных» песен Свифт, добавив, что она передает её приверженность Элвину.
Журнал Cosmopolitan назвал «Lover» третьей лучшей песней 2019 года, в то время как издание Pitchfork дало лишь 87-е место в своём списке лучших хитов года. Журнал Slate назвал песню в числе десяти лучших года (top 10 best songs of 2019). Журнал Billboard назвал «Lover» 21-й лучшей песней 2019 года. В Insider назвали «Lover» одной из лучших песен и 2019 года и всего десятилетия 2010-х годов. Сайт Genius включил песню в список 50 лучших песен 2019 года. Газета Herald-Tribune поместила «Lover» на первое место в своём списке лучших хитов года.

### Годовые итоговые списки
| Критик/Публикация         | Лист                                  | Ранг | Ссылка |
| ------------------------- | ------------------------------------- | ---- | ------ |
| Billboard                 | The 100 Best Songs of 2019            | 21   | [ 26 ] |
| Complex                   | The 50 Best Songs of 2019             | 35   | [ 31 ] |
| Cosmopolitan              | 19 Best New Songs of 2019             | 3    | [ 32 ] |
| Elite Daily               | The 15 Best Songs of 2019             | 10   | [ 33 ] |
| Elle                      | The 19 Best Love Songs Of 2019        | 2    | [ 34 ] |
| Genius                    | The 50 Best Songs of 2019             | 16   | [ 29 ] |
| Herald-Tribune            | Countdown 2019: Top Songs of the Year | 1    | [ 30 ] |
| Idolator                  | The 75 Best Pop Songs Of 2019         | 63   | [ 35 ] |
| Insider                   | The 9 Best and 9 Worst Songs of 2019  | н/д  | [ 27 ] |
| Marie Claire              | The Best New Songs of 2019            | н/д  | [ 36 ] |
| New York Post             | Best Songs of 2019                    | 10   | [ 37 ] |
| The Philadelphia Inquirer | The Best Songs of 2019                | н/д  | [ 38 ] |
| Pitchfork                 | 100 Best Songs of 2019                | 87   | [ 24 ] |
| Slate                     | 100 Best Songs of 2019                | н/д  | [ 25 ] |
| Us Weekly                 | 10 Best Songs of 2019                 | 2    | [ 39 ] |

## Награды и номинации
Песня была номинирована на премию Грэмми-2020 в категории Песня года, став для Тейлор четвёртой номинацией в этой категории, после «You Belong with Me» (2010), «Shake It Off» (2015) и «Blank Space» (2016). За работу над музыкальным видео Kurt Gefke был номинирован на 24-ю премию Art Directors Guild Annual Excellence in Production Design Awards в категории «Short Format: Web Series, Music Video or Commercial».
| Год  | Организация                               | Награда                                             | Результат | Ссылка |
| ---- | ----------------------------------------- | --------------------------------------------------- | --------- | ------ |
| 2020 | Grammy Awards                             | Song of the Year                                    | Номинация | [ 41 ] |
| 2020 | ADG Excellence in Production Design Award | Short Format: Web Series, Music Video or Commercial | Номинация | [ 40 ] |
| 2020 | iHeartRadio Music Awards                  | Best Cover Song (Keith Urban)                       | Номинация | [ 42 ] |
| 2020 | iHeartRadio Music Awards                  | Best Remix (Shawn Mendes remix)                     | Номинация | [ 42 ] |
| 2020 | Webby Awards                              | Best Art Direction                                  | Победа    | [ 43 ] |
| 2020 | RTHK International Pop Poll Awards        | Top 10 International Gold Song                      | Победа    | [ 44 ] |
| 2020 | Myx Music Awards                          | International Video of the Year                     | Номинация | [ 45 ] |
| 2020 | MTV Video Music Awards                    | Best Pop Video                                      | Номинация | [ 46 ] |
| 2020 | MTV Video Music Awards                    | Best Art Direction                                  | Номинация | [ 46 ] |
| 2020 | Nashville Songwriters Awards              | Ten Songs I Wish I’d Written                        | Победа    | [ 47 ] |
| 2020 | Camerimage International Film Festival    | Best Music Video                                    | Номинация | [ 48 ] |
| 2020 | Camerimage International Film Festival    | Best Cinematography                                 | Номинация | [ 48 ] |
| 2020 | MVPA Awards                               | Best Production Design in a Video                   | Победа    | [ 49 ] |
| 2021 | BMI Pop Awards                            | Award-Winning Songs                                 | Победа    | [ 50 ] |
| 2021 | BMI Pop Awards                            | Publisher of the Year (Sony/ATV)                    | Победа    | [ 50 ] |

## Коммерческий успех
Сингл «Lover» дебютировал 31 августа 2019 года на 19-м месте в американском хит-параде Billboard Hot 100, став 44-м хитом Свифт в лучшей двадцатке (top-20), что позволило ей догнать Мадонну по этому показателю (это рекорд для певиц). Одновременно сингл возглавил цифровой чарт Digital Song Sales (с 35,000 продажами), став там 18-м чарттоппером (рекорд, на втором месте Рианна с 14 синглами № 1).
Спустя неделю и сразу после релиза альбома Lover песня поднялась до 10-го места (в чарте от 7 сентября). Сингл «Lover» стал 25-м хитом Свифт в десятке лучших Hot 100 (top 10), деля с Элвисом Пресли 10-е место по этому показателю и уступая лишь лидерам: Мадонна, 38; Дрейк, 35; The Beatles, 34; Рианна, 31; Майкл Джексон, 30; Mariah Carey, 28; Стиви Уандер, 28; Джанет Джексон, 27; Элтон Джон, 27.
В Канаде песня достигла 15-го места в Canadian Hot 100.
В Европе песня начала свой в чартах на следующих позициях: № 84 (Германия), 14 (Ирландия), 12 (Шотландия), 74 (Швеция), 81 (Швейцария), 23 (UK Singles Chart). Больший успех на старте был в странах Океании, 15-е место (Австралия, Новая Зеландия).

## Музыкальное видео
15 августа Свифт анонсировала в социальных медиа, что музыкальное видео для песни «Lover» будет показано на концерте во время Q&A-сессии на канале YouTube за день до выхода альбома в августе.
Лирик-видео вышло 16 августа 2019 года на YouTube-канале Свифт, одновременно с премьерой песни. На нём домашние видеоролики Свифта спроецированы на белый лист с текстами песен, наложенными сверху.
Официальное музыкальное видео вышло 23 августа. Оно было снято самой Свифт вместе с режиссёром Drew Kirsch, который работал и над «You Need to Calm Down». Видео начинается в Рождество, когда маленькая девочка получает в подарок стеклянный снежный шар с миниатюрным домиком. Затем зритель погружается в мир этого снежного шара, рассказывая историю о Свифт и её любовнике, которого играет танцовщик Кристиан Оуэнс (Christian Owens). Камера перемещается из комнаты в комнату, каждая из которых имеет свою монохроматическую цветовую схему и сюжетную линию. Есть зелёная комната, в которой Свифт покачивает окрашенными кончиками волос и играет на барабанах, жёлтая комната, где двое играют в настольные игры с кошкой Свифт Бенджамином Баттоном, голубая ванная комната с аквариумом в натуральную величину и чердак, где пара окунается в воспоминания от просмотра домашнего видео — то же самое, что было и в лирическом видео «Lover» — на временном экране. Свифт и Оуэнс танцуют через взлёты и падения своих отношений, их эмоции часто соответствуют цветам каждой комнаты. Финал видео, когда оно как бы возвращается обратно из кукольного домика в снежном шару, чтобы показать, что девочка — ребёнок этой пары — согреет сердце любому.
Танцор Christian Owens ранее уже был замечен в составе танцевальной группы Свифт во время её концертных туров The 1989 World Tour (2015) и Reputation Stadium Tour (2018). Роль Оуэнса в видео была раскрыта во время прямой трансляции в Lover’s Lounge на YouTube, которая предшествовала выпуску музыкального видео; где Свифт назвала его «одним из самых талантливых людей» которых она знает.

## Концертные исполнения
Свифт впервые исполнила «Lover» как часть медли вместе с «You Need to Calm Down» на церемонии MTV Video Music Awards, прошедшей 26 августа 2019 года; она играла на розовой гитаре, окружённая голубыми лучами прожекторов и нависающей луной.
2 сентября Свифт исполнила песню на BBC Radio 1 Live Lounge.
9 сентября Свифт исполнила песню на концерте в City of Lover (Париж, Франция). 5 октября она выступила с фортепианной урезанной версией в программе Saturday Night Live.
10 ноября 2019 года Свифт исполнила песни «ME!», «Lover» (Piano Acoustic), «You Need To Calm Down» на фестивале TMall 11/11 Shopping Festival, впервые за 4 года побывав в Китае.

## Каверы и ремиксы
19 августа 2019 года кантри-певец Кит Урбан исполнил «Lover» во время концерта Washington State Fair.
13 ноября 2019 года вышла ремиксовая версия «Lover» с вокальным участием канадского певца Шона Мендеса и с перезаписанной инструментальной частью и лирикой.

## Участники записи
По данным сервиса Tidal
- Тейлор Свифт — вокал, автор, продюсер
- Джэк Антонофф — продюсер, автор, клавишные, гитары, ударные, звукозапись, программирование
- Laura Sisk — звукозапись
- John Rooney — звукозапись
- Сербан Генеа — звукоинженер по микшированию
- John Hanes — звукоинженер по микшированию

## Чарты
| Чарт (2019—2020)                    | Высшая позиция |
| ----------------------------------- | -------------- |
| Австралия (ARIA)                    | 3              |
| Австрия (Ö3 Austria Top 40)         | 47             |
| Бельгия/Фландрия (Ultratop 50)      | 16             |
| Бельгия/Валлония (Ultratop 50)      | 39             |
| Канада (Billboard Canadian Hot 100) | 7              |
| Канада (Billboard AC)               | 21             |
| Канада (Billboard CHR/Top 40)       | 16             |
| Канада (Billboard Hot AC)           | 10             |
| Хорватия (HRT)                      | 39             |
| Чехия (Rádio — Top 100)             | 66             |
| Чехия (Singles Digitál Top 100)     | 13             |
| Эстония (Eesti Ekspress)            | 16             |
| Германия (GfK)                      | 61             |
| Греция (IFPI)                       | 15             |
| Венгрия (Stream Top 40)             | 20             |
| Ирландия(IRMA)                      | 9              |
| Италия (FIMI)                       | 87             |
| Япония (Japan Hot 100)              | 76             |
| Латвия (LAIPA)                      | 14             |
| Литва (AGATA)                       | 13             |
| Ливан (Lebanese Top 20)             | 6              |
| Малайзия (RIM)                      | 2              |
| Мексика (Mexico Airplay, Billboard) | 27             |
| Нидерланды (Single Top 100)         | 79             |
| Новая Зеландия (Recorded Music NZ)  | 3              |
| Польша (Polish Airplay Top 100)     | 14             |
| Португалия (AFP)                    | 42             |
| Шотландия (OCC Scotland)            | 12             |
| Сингапур (RIAS)                     | 2              |
| Словакия (Singles Digitál Top 100)  | 18             |
| Испания (PROMUSICAE)                | 87             |
| Швеция (Sverigetopplistan)          | 37             |
| Швейцария (Schweizer Hitparade)     | 52             |
| Великобритания (OCC UK Singles)     | 14             |
| США (Billboard Hot 100)             | 10             |
| США (Billboard Adult Contemporary)  | 12             |
| США (Billboard Adult Pop Airplay)   | 6              |
| США (Billboard Pop Airplay)         | 16             |
| США (Rolling Stone Top 100)         | 2              |

## Сертификации
| Регион                                                                      | Сертификация  | Продажи   |
| --------------------------------------------------------------------------- | ------------- | --------- |
| Австралия (ARIA)                                                            | 8× Платиновый | 560 000   |
| Австрия (IFPI Austria)                                                      | Платиновый    | 30 000    |
| Бразилия (ABPD)                                                             | Бриллиантовый | 160 000   |
| Канада (Music Canada)                                                       | 3× Платиновый | 240 000   |
| Дания (IFPI Danmark)                                                        | Платиновый    | 90 000    |
| Франция (SNEP)                                                              | Золотой       | 100 000   |
| Германия (BVMI)                                                             | Золотой       | 300 000   |
| Италия (FIMI)                                                               | Платиновый    | 100 000   |
| Новая Зеландия (RMNZ)                                                       | 3× Платиновый | 90 000    |
| Новая Зеландия (RMNZ) · Shawn Mendes remix                                  | Золотой       | 15 000    |
| Норвегия (IFPI Norway)                                                      | Золотой       | 30 000    |
| Польша (ZPAV)                                                               | Платиновый    | 20 000    |
| Португалия (AFP)                                                            | Платиновый    | 10 000    |
| Испания (PROMUSICAE)                                                        | Платиновый    | 60 000    |
| Великобритания (BPI)                                                        | 2× Платиновый | 1 200 000 |
| США (RIAA)                                                                  | 2× Платиновый | 2 000 000 |
| Данные о продажах + прослушиваниях приведены только на основе сертификации. |               |           |

## История выхода
| Регион         | Дата            | Формат                     | Лейбл                    | Ссылки  |
| -------------- | --------------- | -------------------------- | ------------------------ | ------- |
| Разные         | 16 августа 2019 | Digital download streaming | Taylor Swift Productions | [ 9 ]   |
| Великобритания | 17 августа 2019 | Contemporary hit radio     | Virgin EMI               | [ 125 ] |